# Zara Cully
Pour les articles homonymes, voir Cully.
Zara Frances Cully, née à Worcester (Massachusetts) le 26 janvier 1892 et morte à Los Angeles (Californie) le 28 février 1978, est une actrice américaine, connue pour son rôle d'Olivia Jefferson ("Mère Jefferson") (en) dans la sitcom de CBS The Jeffersons (1975-1978).

## Filmographie partielle

### Au cinéma
- 1970 : On n'achète pas le silence (The Liberation of L.B. Jones) : Mama Lavorn
- 1970 : WUSA : la femme aux cheveux blancs
- 1971 : Brother John : Miss Nettie
- 1974 : Sugar Hill (The Zombies of Sugar Hill) de Paul Maslansky : Mama Maitresse
- 1975 : Darktown Strutters (Get Down and Boogie) : Lorelai

### À la télévision
- 1975-1978 : The Jeffersons : Mother Jefferson (35 épisodes)